# Cristofano Malvezzi
Cristofano (Cristoforo) Malvezzi (* 28. Juni 1547 in Lucca; † 22. Januar 1599 in Florenz) war ein italienischer Organist und Komponist der Renaissance. 

## Leben
Cristofano Malvezzi, Sohn des Organisten und Orgelbauers Niccoló Malvezzi, erhielt seine musikalische Ausbildung vermutlich durch seinen Vater. Er wurde 1562 Canonico soprannumerario und ab 1572 regulärer Kanoniker an San Lorenzo in Florenz. Er wirkte ab 1571 in der Nachfolge von Francesco Corteccia und Giovanni Piero Manenti als Kapellmeister am Baptisterium San Giovanni, welches unter der musikalischen Verwaltung der Familie de Medici stand. 1574 übernahm er das Amt seines Vaters als Organist an San Lorenzo. Ab 1586 war er zusätzlich am Hof der Medici für die Komposition von Intermedien angestellt. Beispielsweise schrieb er viele Sätze der 1589 anlässlich der Hochzeit von Ferdinando I. de’ Medici mit Christine von Lothringen in Florenz aufgeführten Intermedien für La pellegrina. Wie sein Vater und später sein Bruder wurde er in der Kirche San Lorenzo beigesetzt.
Sein Bruder Alberigo Malvezzi (1554–1615) war ebenfalls Organist und Komponist.

## Werke
Neben einigen Madrigalen und anderen Werken schuf er mit den sogenannten Intermedien (musikalische Zwischenspiele bei Schauspielaufführungen) frühe Vorformen der Oper und ein Buch mit vierstimmigen Ricercari (Il primo libro de ricercari, Perugia 1577).
- Di Cristofano Malvezzi da Lucca, Maestro di Cappella del Serenissimo Gran Duca di Toscana, Il Primo Libro de Recercari à Quattro Voci, Nuouamente da lui Composti, & dati in luce. In Perugia, Appresso Pietroiacomo Petrucci, l'anno 1577. [Von Cristofano Malvezzi aus Lucca, Kapellmeister des Durchlauchtigsten Großherzogs der Toskana, das erste Buch der Ricercari für vier Stimmen, neu von ihm komponiert und herausgegeben. In Perugia, bei Pietroiacomo Petrucci, im Jahr 1577] RISM ID: 990039016 (Digitalisat bei http://www.bibliotecamusica.it)
- Di M. Christofano Malvezzi da Lucca maestro di Capella del sermo. gran duca di Toscana il primo libro delli madrigali a cinque voci nuovamente posti/in luce. [Von Maestro Cristofano Malvezzi aus Lucca, Kapellmeister des Durchlauchtigsten Großherzogs der Toskana, das erste Buch der Madrigale für fünf Stimmen, neu herausgegeben.], Erede di Girolamo Scotto, Venedig, 1583 RISM ID: 990039017
- Il primo libro de madrigali a sei voci [Das erste Buch der Madrigale für sechs Stimmen.], Erede di Girolamo Scotto, Venedig, 1583 RISM ID: 990039018
- Alto di Cristofano Malvezzi da Lucca Il Secondo Libro de Madrigali a Cinque Voci Nuovamente Posti in Luce In Venetia Appresso Iacomo Vincenti MDLXXXX. [Alto di Cristofano Malvezzi da Lucca, das zweite Buch der Madrigale für fünf Stimmen, neu herausgegeben. In Venedig, bei Giacomo Vincenti, 1590.], Giacomo Vincenti, Venedig, 1590 RISM ID: 1000000232